# Louise Bastviken
Louise Kathrine Dedichen Bastviken (ur. 30 kwietnia 1964) – kontradmirał norweskiej Marynarki Wojennej, pierwsza w historii swego kraju kobieta awansowana na tak wysoki stopień we flocie. Ukończyła studia w Akademii Marynarki Wojennej (nor. Sjøkrigsskolen) w Bergen.
Do marynarki wstąpiła w roku 1983. Służyła na fregatach rakietowych, była wykładowcą w szkołach oficerskich i rzecznikiem sił zbrojnych. 